# Hadjîgabul
Hadjîgabul (în azeră Hacıqabul) este un oraș din Azerbaidjan.